# 格拉西宫 (博洛尼亚)

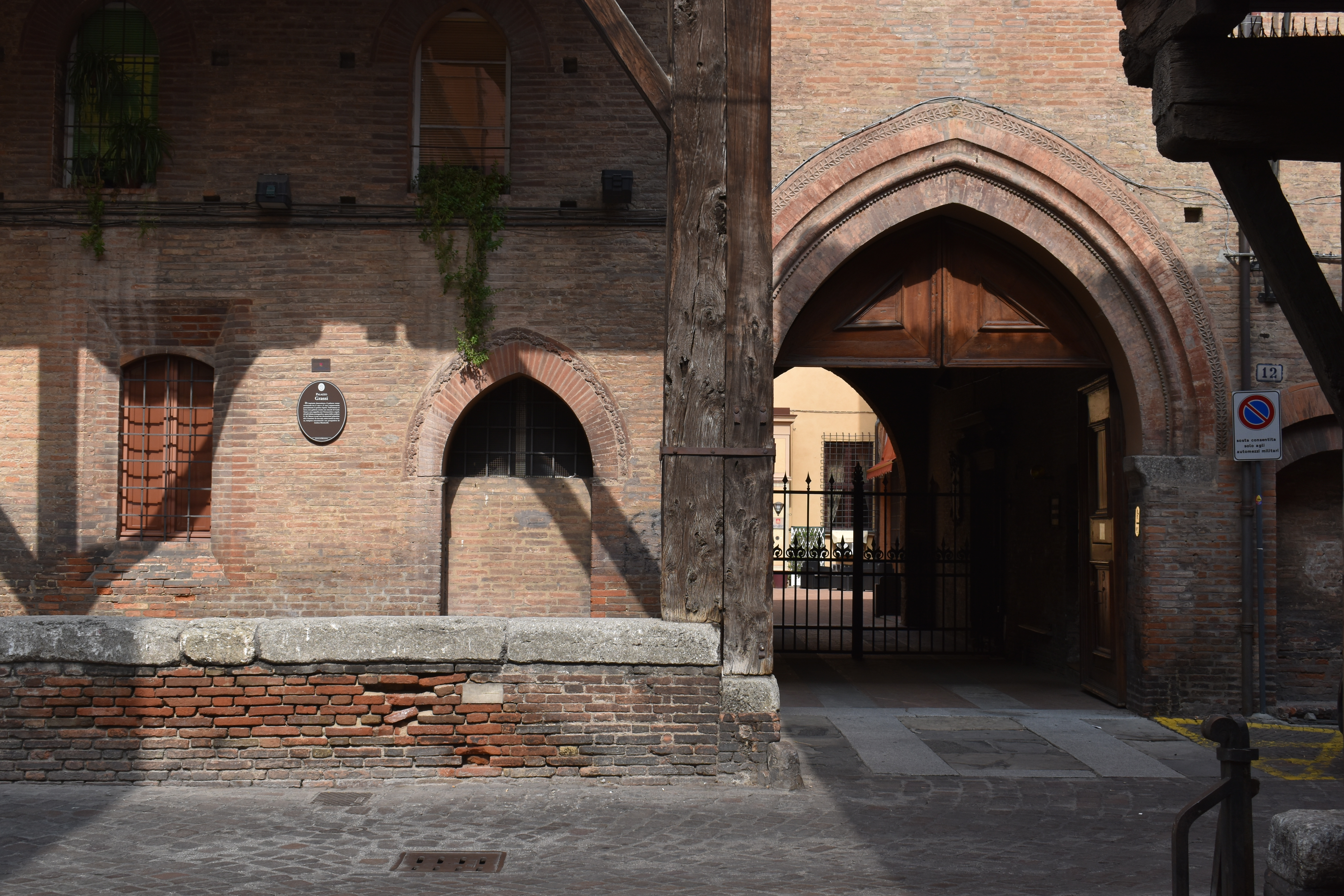

格拉西宫（Palazzo Grassi）是一座哥特式风格的13世纪宫殿，位于意大利艾米利亚-罗马涅大区博洛尼亚马萨拉街（Via Marsala）14号。宫殿内设有军官俱乐部（Circolo Ufficiali dell'Esercito）。

## 历史
宫殿曾经属于卡诺尼奇家族，于1466年被格拉西家族收购，直到1848年一直在其后代手中。1478年，腓特烈三世皇帝授予该家族“神圣罗马帝国帕拉蒂尼账户”（Conti Palatini del Sacro Romano Impero ）的称号。1865年，这座宫殿被军方收购。它经历了几次翻新，最后一次是在20世纪，1935年，它成为军官俱乐部的所在地。
宫殿的部分立面仍然保留着木制的门廊柱。宫殿小堂有朱塞佩·玛丽亚·马扎的灰泥装饰和埃尔科莱·格拉齐亚尼的壁画（1704年）。
44°29′50.6″N 11°20′43.00″E / 44.497389°N 11.3452778°E